# Соглашение ВОУ-НОУ
Соглашение ВОУ-НОУ (высокообогащённый уран — низкообогащённый уран) — межправительственное соглашение между Российской Федерацией и Соединёнными Штатами Америки, заключённое в Вашингтоне 18 февраля 1993 года, предусматривающее необратимую переработку не менее 500 тонн российского оружейного (высокообогащённого) урана (эквивалентных примерно 20 тысячам ядерных боезарядов) в низкообогащённый уран — топливо для атомных электростанций США. Для обеспечения межправительственного соглашения позднее был заключён Контракт ВОУ-НОУ между российской и американской компаниями по обогащению урана.
Является одним из наиболее значимых проектов в области разоружения и укрепления стратегической стабильности, известным как Программа «Мегатонны в мегаватты» (англ. Megatons to Megawatts Program). Соглашение было рассчитано на 20 лет и закончило действовать в 2013 году.
Всего в рамках программы из России в США было вывезено 14 446 тонн низкообогащённого урана (НОУ).
Распоряжением Правительства Российской Федерации № 518-р от 02 марта 2021 действие Соглашения ВОУ-НОУ прекращено.

## Подготовка контракта
Подготовка соглашений о сокращении наступательных вооружений СНВ-I и СНВ-II в конце 80-х и начале 90-х годов показала необходимость снятия с вооружения значительного количества ядерных боеприпасов. Их хранение требовало значительных затрат, связанных со строительством и обеспечением безопасных хранилищ. Впоследствии, в связи с выводом в Россию ядерных вооружений из Белоруссии, Украины и Казахстана, проблема хранения оружейных ядерных материалов усугубилась. Было принято решение об утилизации одного из компонентов — высокообогащённого урана — через переработку в энергетический низкообогащённый уран.
В США отцом-идеологом идеи превращения советского оружейного урана в топливо для американских атомных электростанций считается доктор Томас Нефф, эксперт по урановому рынку Массачусетского технологического института. 24 октября 1991 года им была опубликована статья в «Нью-Йорк Таймс» под названием «Великая урановая сделка» (A Grand Uranium Bargain), в которой впервые выдвигалась идея перевода российского оружейного высокообогащённого урана (ВОУ) в низкообогащённый уран (НОУ) для использования в качестве топлива на американских АЭС. Сходное предложение высказывалось в статье «Советы, уран и ЕРР: Беспроигрышный вариант?» (Джефф Комз и Томас Нефф, «NYNCO Newsletter») в 1989 году.
Идея Томаса Неффа нашла поддержку в американских правительственных кругах, и в середине 1992 года концепция конверсии урана из боеголовок в топливо для АЭС получила одобрение президентов России и США.

### Антидемпинговое расследование
Впервые коммерческие услуги по обогащению урана были анонсированы СССР в 1968 году. Первый экспортный контракт заключён в 1971 году с французской COGEMA (в 2001 году слилась с Framatome и CEA Industrie в конгломерат с единым названием — Areva, в 2006 году COGEMA стала называться Areva NC; в 2018 году, после процедуры банкротства, Areva переименована в Orano, а бывшая Areva NC (COGEMA) стала носить название Orano Cycle). Для работы с западным типом контейнеров транспортировки гексафторида урана в Новоуральске тогда же (в 70-х) был построен цех-комплекс «Челнок».
Первые значительные коммерческие поставки урана на рынок США также были осуществлены ещё при СССР. Однако в ответ Министерство торговли и Комиссия по международной торговле США в 1991 году инициировали антидемпинговое расследование. Итогом этого расследования стала установленная летом 1992 года таможенная пошлина в размере 116 % цены ввезённого урана.
Для того, чтобы соглашение ВОУ-НОУ могло осуществиться, в 1992 году было заключено соглашение по прекращению антидемпингового расследования (СПАР). Согласно ему:
- вопросы об оценке демпингового ущерба и размера пошлины были отложены;
- разрешён неограниченный ввоз урана, полученного разбавлением ВОУ;
- определены квоты на коммерческие поставки урана.

После окончания контракта ВОУ-НОУ соглашение по прекращению антидемпингового расследования продлевалось, позволяя России продолжать поставки урана и обогатительных услуг на американский рынок.

## Контракт
В итоге 18 февраля 1993 года было заключено российско-американское межправительственное Соглашение «Об использовании высокообогащенного урана, извлечённого из ядерного оружия» (Соглашение ВОУ-НОУ). Спустя почти год, 14 января 1994 года, уполномоченные агенты сторон — ОАО «Техснабэкспорт» (ТЕНЕКС) с российской стороны и «Обогатительная корпорация США» (USEC) с американской стороны — подписали контракт на поставку НОУ из ВОУ (контракт ВОУ-НОУ). Россия взяла на себя обязательство поставить в США в течение 20 лет (до 2013 года) низкообогащённый уран (с обогащением по изотопу U-235 менее 20 %, фактически в диапазоне от 3,2 — 4,9 %), полученный из 500 тонн высокообогащённого урана (с обогащением по изотопу U-235 не менее 90 %), а американская сторона — принять, разместить на рынке, оплатить работу разделения и природный урановый компонент НОУ. Первая поставка НОУ в США состоялась в мае 1995 года, а в 2000 году программа вышла на среднегодовой уровень поставки НОУ, полученного из 30 тонн ВОУ.
Соглашение ВОУ-НОУ базировалось на ряде фундаментальных принципов, обеспечивающих баланс между политической составляющей программы и рыночным механизмом её реализации:
1. Принцип бюджетной нейтральности, означающий, что на реализацию программы денежные трансферты из федерального бюджета США не производятся. Тем не менее этот принцип выполнить не удалось, и в рамках решения проблем реализации природного урана из бюджета США было выплачено около полумиллиарда долларов.
2. Финансовой основой реализации программы являются рыночные цены мирового рынка урана («невидимая рука рынка»).
3. Принцип рыночной нейтральности, предполагающий, что воздействие поставок российского НОУ на равновесие мирового рынка ядерного топлива минимизируется.

### Ценообразование
Контракт предусматривал две части оплаты: за эквивалентный природный уран и за эквивалентную работу разделения. Всего по контракту перерабатывалось 500 тонн ВОУ в НОУ обогащением 4,4 %, что эквивалентно ~92 миллионам единиц работы разделения. Предусматривался ежегодный пересмотр цены на ЕРР с первоначальной ценой 82 USD. Впоследствии цена на ЕРР незначительно росла.

### Проблема природного урана
Контракт с USEC был заключён таким образом, что на американском рынке USEC продавала только эквивалентные обогатительные услуги. Стоимость природного урана при покупке ядерного топлива потребителем напрямую перечислялась американским горнодобывающим компаниям. Это привело к тому, что USEC получала природный уран, а не деньги за него, соответственно, российской стороне за отгруженный НОУ перечислялась только часть денег. Продать этот природный уран в США было невозможно из-за ограничений, наложенных антидемпинговым расследованием.
В 1994 году ситуацию попытались исправить подписанием дополнения к соглашению о прекращении антидемпинговых мер, облегчавшего получение денег за эквивалентный природный уран. Однако этого оказалось недостаточно, и в 1995 году в США был подписан специальный закон, напрямую регулировавший вопрос о природном уране в контракте ВОУ-НОУ путём выделения квот для продажи российского природного урана. Тем не менее проблема реализации природного урана ещё дважды создавала кризисную ситуацию вокруг реализации программы: в 1998 году в связи с приватизацией USEC и обрушением цен на природный уран, скопившийся на складах USEC, и в 2004 году в связи с вывозом непроданного американского природного урана в Россию. Также широкую известность получило уголовное преследование Министра Российской Федерации по атомной энергии Адамова, которому, среди прочего, инкриминировали попытку создания коммерческого посредника для реализации в США природного урана в рамках контракта ВОУ-НОУ.

### Ликвидация ядерного оружия на Украине
В 1992—1994 годах шёл трудный процесс ратификации договора о сокращении стратегических наступательных вооружений и Лиссабонского протокола. Украина хотела получить компенсацию за 1900 стратегических ядерных боеголовок. Заключение контракта ВОУ-НОУ со стороны США было увязано с решением вопроса о ликвидации ядерных боеголовок на территории Украины после распада СССР. Россия предоставила Украине компенсацию в виде топлива для атомных электростанций Украины на сумму 160 млн. USD. Соглашение ВОУ-НОУ способствовало достижению важного геополитического результата, явившись экономическим стимулом для ускорения вывоза ядерного оружия в Россию из других стран СНГ, благодаря чему к концу 1996 года на всём постсоветском пространстве Россия осталась единственной ядерно-оружейной державой, и риск возможного распространения ядерного оружия, таким образом, был предотвращён.

## Выполнение контракта
Переработку высокообогащённого урана осуществляли Уральский электрохимический комбинат (УЭХК), производственное объединение «Электрохимический завод» (ПО «ЭХЗ»), Сибирский химический комбинат (СХК), Ангарский электролизный химический комбинат (АЭХК), производственное объединение «Маяк».
Работы на Сибирском химическом комбинате в рамках программы ВОУ-НОУ были завершены 23 мая 2013 года. Запасы ВОУ на ПО «Электрохимический завод» закончились в июле 2013 года, последняя партия НОУ с ЭХЗ была отправлена 21 августа 2013 года. В ноябре 2013 года Техснабэкспорт осуществил последнюю поставку низкообогащённого урана в США. Месяцем позднее Администрация США подтвердила выполнение обязательств российской стороны по Соглашению ВОУ-НОУ.
За время действия 20-летнего соглашения по программе 500 тонн ВОУ были переработаны в 14446 тонн НОУ. Суммарный доход российской стороны от реализации Соглашения составляет порядка $17 млрд, бюджетные поступления — $13 млрд. За счёт поставок низкообогащённого урана из России, начиная с 2000 года, обеспечивалось около 10 % электрогенерации США. (примерно 40 % потребностей АЭС США в услугах по обогащению урана). Полученная экономическая выгода от реализации соглашения дала эффект мультипликатора: инвестиции в НИОКР в сфере ядерных технологий, развитие и модернизацию технологий российской атомной промышленности и смежных отраслей России.

### Контроль соглашения
Для правительства США важно было знать, что обогащённый уран в российских поставках действительно является разубоженным (обеднённым) ВОУ. Россия также хотела иметь гарантии, что поставляемый уран не будет использован в военных программах. Для этого США и Россия получили право инспекций соответствующих промышленных объектов. Помимо этого, США установили оборудование непрерывного контроля процесса разбавления. Также США могли контролировать точный изотопный состав материалов с целью определения его происхождения. В связи с окончанием соглашения в сентябре 2012 года был закрыт последний офис наблюдателей по транспарентности (Новоуральск).

### Проблема изотопа уран-234
В природном уране содержится три изотопа урана: 238U (доля 99,2745 %), 235U (доля 0,72 %) и 234U (доля 0,0055 %). В обычной практике долей 234U пренебрегают, однако при высоком обогащении по 235U доля 234U растёт опережающими темпами благодаря его меньшей атомной массе. Поэтому при обогащении из природного до высокообогащённого и последующем разбавлении до низкообогащённого доля 234U в НОУ будет заметно выше, чем при обычном процессе обогащения природного урана в низкообогащённый уран. Повышенная доля 234U является нежелательной (согласно стандарту США ASTM С996-96), поэтому технология разбавления ВОУ в НОУ включала также этап получения специального разбавителя: дообогащённых до 1,5 % 235U отвалов обогатительного производства, в которых доля 234U является пониженной. Обеднённый уран из отвалов для разбавления поступал по специальным контрактам от европейских компаний.

### «Noga»
В 2000 году швейцарская компания «Noga» подала в США два иска, пытаясь отсудить зарубежные активы России, включая платежи по контракту ВОУ-НОУ. В связи с этим Россия прекратила поставки урана и обратилась к правительству США с просьбой урегулировать ситуацию. В соответствии с американским законом о чрезвычайных ситуациях в международных экономических отношениях был издан исполнительный ордер, согласно которому на российские активы в рамках Соглашения ВОУ-НОУ не может налагаться арест. Компания «Noga» отказалась от преследования этого имущества, и Россия возобновила поставки. Действие этого ордера продлевалось ежегодно, в том числе в 2013 году.

## Поставки НОУ в США после завершения соглашения
С окончанием реализации соглашения ВОУ-НОУ дальнейшего разубоживания российского высокообогащённого урана для экспорта не предполагается. В отношении поставок из России в США урана из других источников и услуг его обогащения продолжилось действие соглашения о прекращении антидемпингового расследования. Согласно поправкам к нему от 2008 года Россия получила право продавать в США до 500 тонн урана в год после окончания программы ВОУ-НОУ, что составляет около 20 % потребности США. На 2020 год соглашение остаётся в силе, но в США дискутируется возможность снижения квот или отказа от соглашения с восстановлением запретительных барьеров.
В 2011 году USEC и ТЕНЕКС заключили коммерческие долгосрочные контракты на услуги по обогащению урана, рассчитанные на период с 2013 по 2022 годы.
К концу 2013 года объём заключённых контрактов на поставку НОУ с энергокомпаниями из США достиг $11,5 млрд Из них $5,5 млрд с владельцами АЭС и $6 млрд с USEC. Ведётся проработка вопросов поставки готовых ТВЭЛ.

### Продление антидемпингового соглашения
Соглашение о приостановлении антидемпингового расследования в отношении урана из России (известное как СПАР), подписанное в 1992 году в связи с заключением контракта ВОУ-НОУ, с тех пор неоднократно продлевалось, позволяя России продолжать поставки урана на рынок США. В 2020 году соглашение было продлено в очередной раз.

## Последствия для атомной промышленности США
В соответствии с соглашением ВОУ-НОУ в 1990—2000-е годы США взяли на себя обязательство покупать российский уран. В США последствием этого стало замедление развития технологий по разделению изотопов урана на уровне 1991 года.